# Reinette du Mans (manzana)

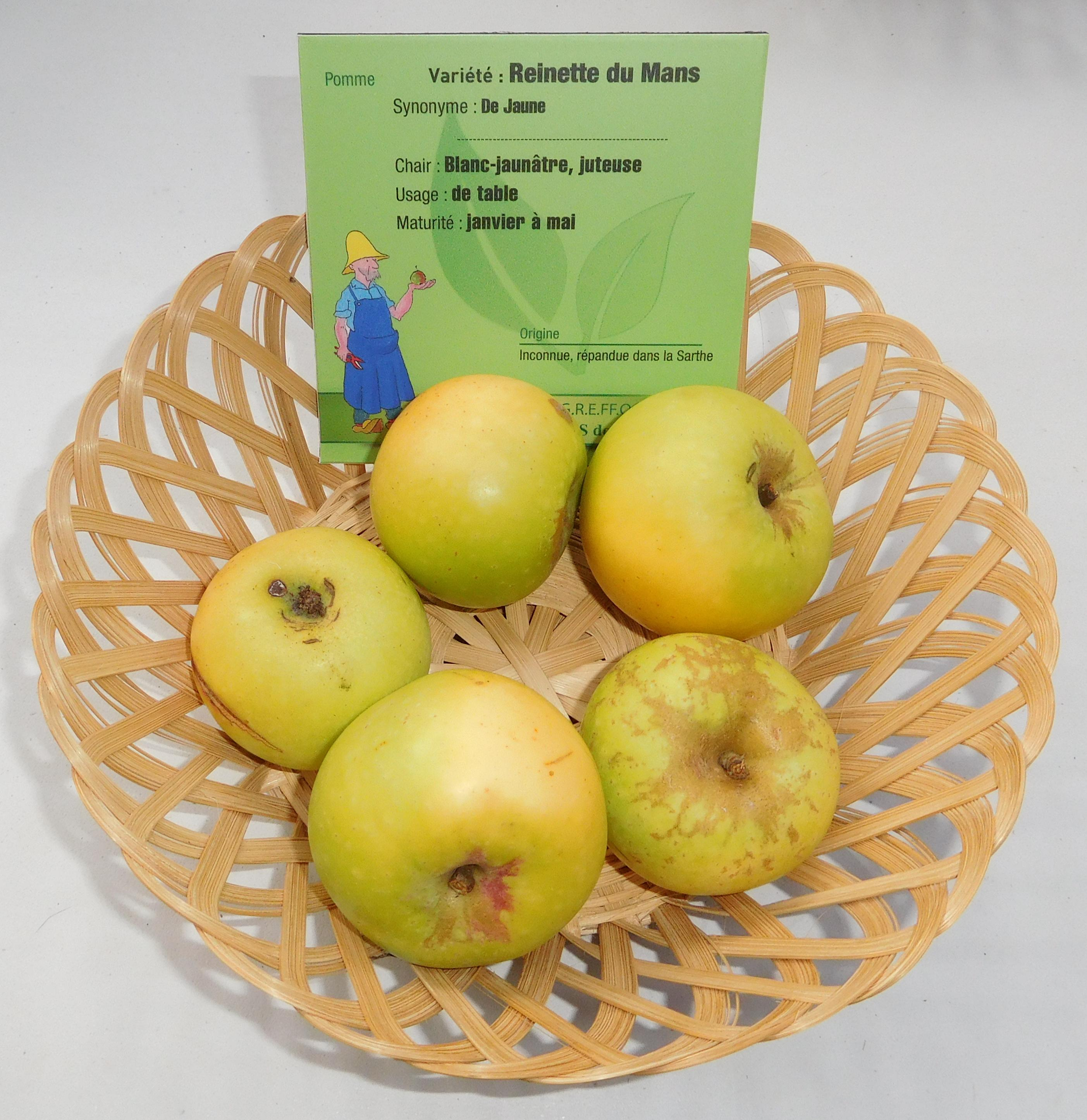
Cesta de manzanas de 'Reinette du Mans' en la fiesta de las frutas.

Reinette du Mans es el nombre de una variedad cultivar de manzano (Malus domestica). Variedad de manzana antigua de la región francesa de Sarthe.

## Sinonimia
- "Breton",
- "d'Argent" en Indre-et-Loire,
- "de Fer",
- "de Jaun",
- "de Jaune de la Sarthe",
- "de Jon",
- "Giallo della Sarthe",
- "Jaune du Mans",
- "Pomme d'Argent",
- "Pomme de Jaune",
- "Pomme de Jaune de la Sarthe",
- "Reinette du Mans",
- "Sartha's Yellow"

## Historia
'Reinette du Mans' es una variedad de manzana antigua de principios del siglo XIX, originaria de la región de Sarthe (canton de Montfort-le-Gesnois) de Francia. Se ha utilizado durante generaciones como manzana fresca de mesa por su buena conservación, así como manzana de cocina por mantener su forma en las elaboraciones. También se utiliza como manzana para la elaboración de sidra por su sabor dulce.
'Reinette du Mans' se cultiva en la National Fruit Collection desde el año 1973, con el número de accesión: 1947-143 y nombre de accesión: De Jaune.

## Características

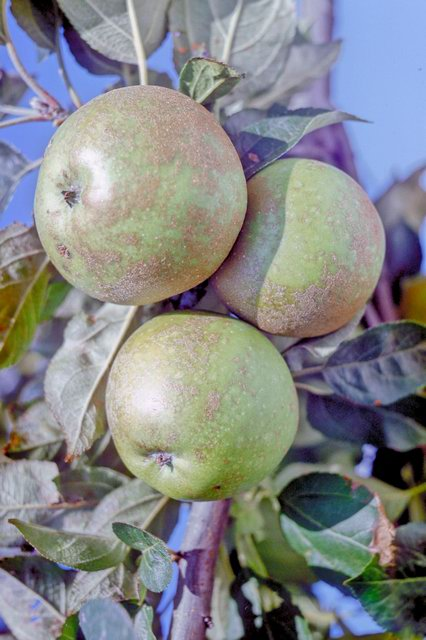
Espuela de fructificación de 'De Jaune'.

'Reinette du Mans' es árbol vigoroso, de porte rastrero, es productivo y autofértil. Se puede cultivar en la montaña gracias a su rusticidad y floración tardía. Las formas enanas le quedan muy bien. Tiene un tiempo de floración que comienza a partir del 14 de mayo con el 10% de floración, para el 20 de mayo tiene una floración completa (80%), y para el 27 de mayo tiene un 90% de caída de pétalos.
'Reinette du Mans' tiene una talla de fruto grande con altura promedio de 61.80 mm y anchura promedio de 74.07 mm; forma redondeada cónica; con nervaduras medias y corona débil a media; epidermis con color de fondo amarillo verdoso, importancia del sobre color ausente, color del sobre color ausente, acusa punteado pequeño ruginoso que se extienden aleatoriamente por la superficie, y con ruginoso-"russeting" (pardeamiento áspero superficial que presentan algunas variedades) medio-débil; pedúnculo de longitud corto, de calibre grueso, no sobresale de la cavidad peduncular, anchura de la cavidad peduncular estrecha, profundidad de la cav, peduncular poco profunda, presenta placas ligeras de ruginoso-"russeting", y con importancia del "russeting" en la cav. peduncular media; anchura de la cavidad calicina mediana y profundidad media, ojo de tamaño mediano y está abierto en una cuenca apretada.
Carne amarillenta, de textura firme y crujiente, con sabor jugoso, dulce, perfumado.
Su tiempo de recogida de cosecha se inicia a finales de octubre. Se mantiene bien tres meses en frigorífico.

## Uso
De uso en cocina pues las rebanadas mantienen su forma para tartas y pasteles (Tarta Tatin), se cocinan con un rico sabor y son dulces. También se utiliza en la elaboración de sidra.

## Ploidismo
Diploide. Autofértil, en los cultivos se utiliza un polinizador compatible del Grupo F. Día 20.